# Jacek Magiera
Jacek Magiera (Częstochowa, Polonia, 1 de enero de 1977) es un exfutbolista y entrenador polaco. 

## Carrera como futbolista
Jacek Magiera comenzó en las categorías inferiores del Raków Częstochowa, en su ciudad natal. Tras siete años con el club, fue fichado por el Legia de Varsovia de la capital polaca, equipo con el que pasaría la mayor parte de su carrera. Tras nueve años con el conjunto legionario y dos cesiones al Widzew Łódź y al Raków, Magiera decidió concluir su carrera en el KS Cracovia.

## Carrera como entrenador
Tras finalizar su etapa como futbolista, Magiera asumió el cargo de entrenador asistente en la selección sub-18 de Polonia. Posteriormente fue trasladado como entrenador al club de reserva del Legia de Varsovia. En verano de 2016 marcha al Zagłębie Sosnowiec, pero la destitución de Besnik Hasi por sus malos resultados con el Legia le permitió sustituirlo en el cargo de primer entrenador. Tras un año ejerciendo como director del Legia, es reemplazado por el croata Romeo Jozak. Después de trabajar como seleccionador de la selección de fútbol sub-20 de Polonia, se incorporó al Śląsk Wrocław como director técnico el 22 de marzo de 2021.